# Sypkovina
Sypkovina (častěji zvaná inlet) je velmi hustá tkanina vyráběná z jemných přízí převážně z čisté bavlny, používají se však také směsi bavlny s polyesterem nebo viskózou.  

## Způsob výroby

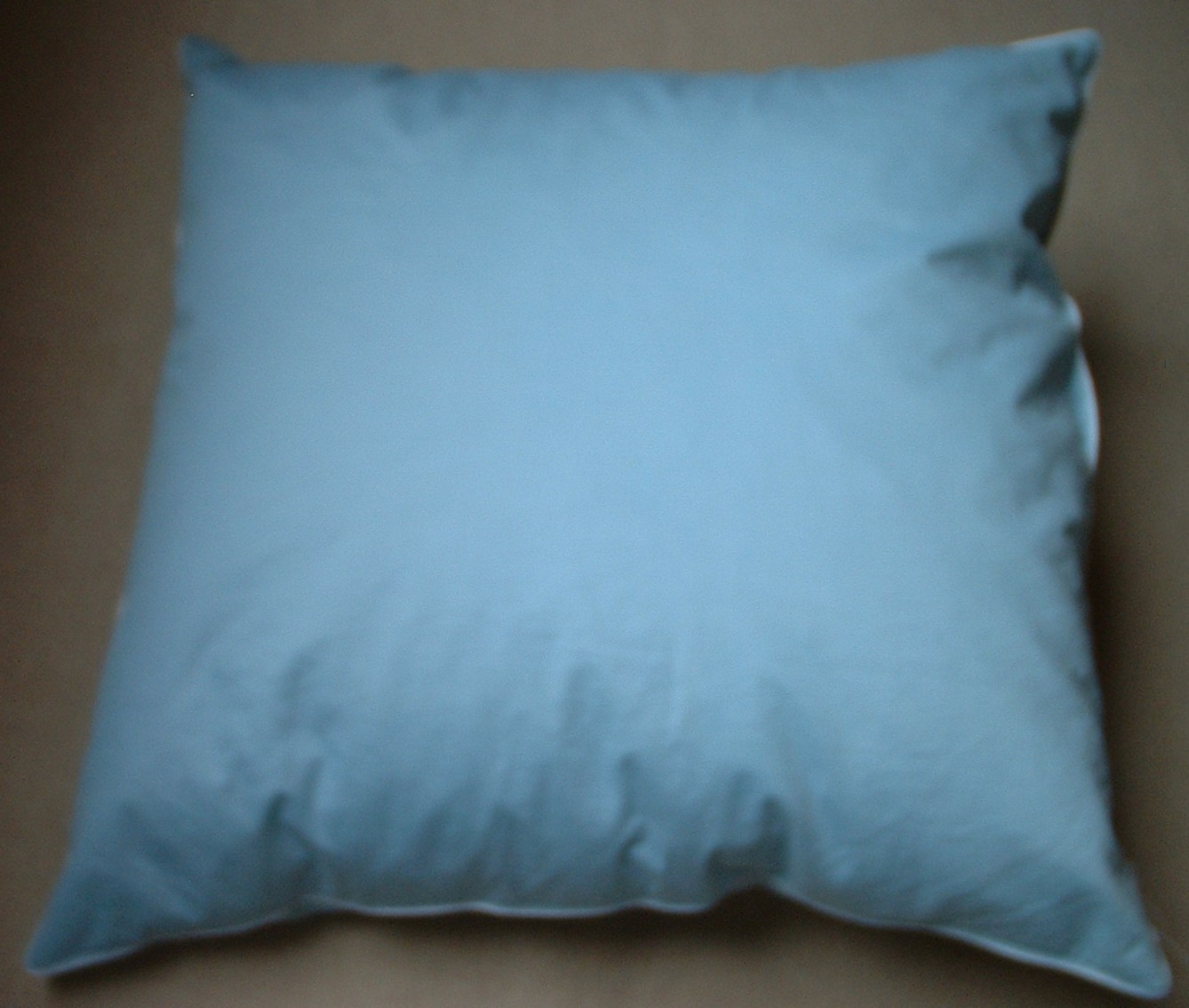
Sypek plněný prachovým peřím

Sypkovina se tká běžně v dostavě (počtem nití na centimetr) 40-60 /cm, při čemž osnovní niti zpravidla převažují nad útkovými. Např. sýpek na snímku vpravo je tkán v dostavě (osnova/útek) 48/40.
Opakovaným kalandrováním, tj. žehlením hotové obarvené tkaniny, se sypkovina dále zhustí.
Jemnost používané příze se udává s 12 až 30 tex, exkluzivní sypky se vyráběly (ve 20. století) ze skaných přízí 7 až 14 tex x 2. V 21. století nabízí speciální obchod nejjemnější sypkovinu s hmotností 68  g/m² z bavlněné (mako) příze 3,7 tex.

## Použití
- Hlavní účel použití jsou sypky, tedy povlaky (nebo pytle) pro plnění peřím a vytvoření peřiny nebo polštáře. Ze sypku nesmí proniknout ani nejjemnější pírka nebo jiné náplně, zároveň však musí tkanina propouštět do nich nasátou vlhkost. V případě nedraného peří musí být sypkovina hustější, aby procházelo co nejméně pírek, na kterých zůstává špičatá pápěrka propichující sypek. V případě draného peří nebo umělých materiálů stačí sypek jemnější.

- Pro přikrývky a polštáře plněné prachovým peřím se tkají sypkoviny keprovou vazbou s převahou osnovních nití na vnější straně sypku. Měkce zakroucený útek převažuje na rubu tkaniny, kde vytváří spolu s částečkami peří povrchovou vrstvu na způsob jemné plsti. 

- Podřadnější sypky (plněné „tříčtvrtečním“ peřím, tj 30 % peří a 70 % pírka)  jsou nejčastěji ze tkanin s hustou plátnovou vazbou z jemné příze. Těmto sypkovinám se někdy říká perkál.

- V 19. století se imitovaly arabské, perské a turecké výšivky na inletu. Na bílých, šeddých nebo pruhovaných („francouzských“ ) tkaninách se kombinovaly různé druhy stehů v neomezeném počtu barev nití. Použití:  potahy  zahradních židlí, předložky, slunečníky, polštáře, kabelky aj.[8]
- Koncem 20. století se začala sypkovina ve větším rozsahu používat na podšívku spacích pytlů. V závislosti na použitém materiálu (bavlna, hedvábí, mikrovlákno, fleece) se pohybuje váha, velikost a cena těchto výrobků. [9] [10]
- V 21. století se nabízí pruhovaná sypkovina ve stylu 19. století jako vintage-tkaniny s použitím na nábytkové potahy, polštáře a pod.[11]

### Galerie z historie použití inletu

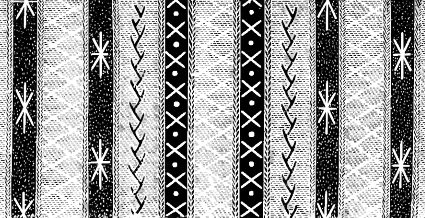
Zdobné stehy na „francouzském“ inlettu (19. století)
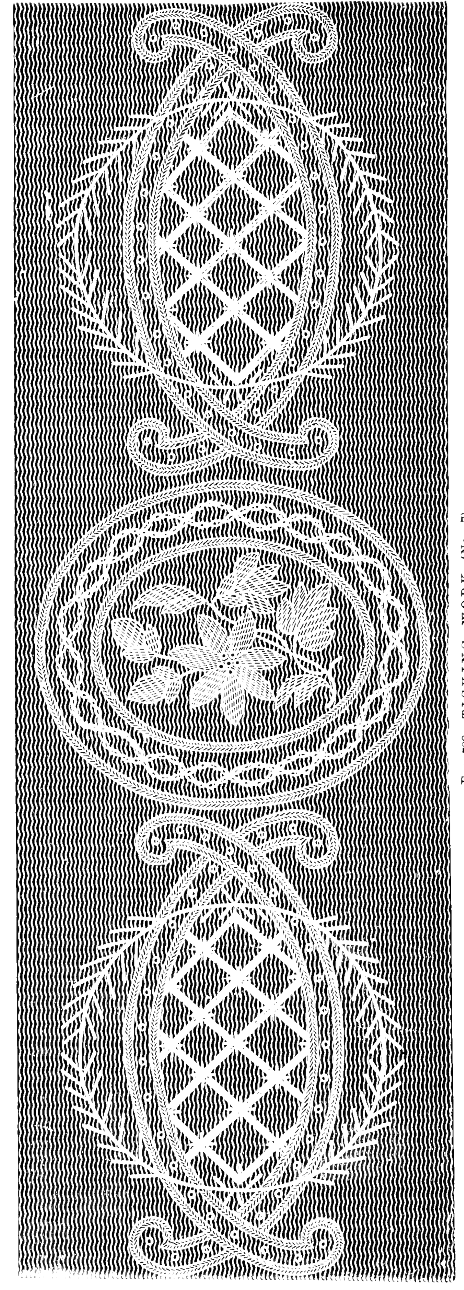
Kombinace čtyř různých výšivkových stehů na „francouzském“ inletu (19. století)
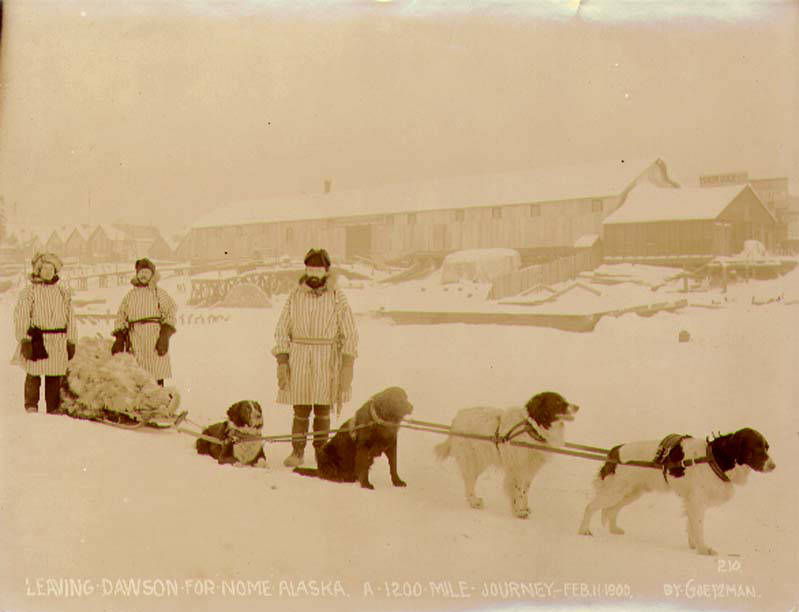
Větrovky z inletu (Aljaška v únoru 1900)
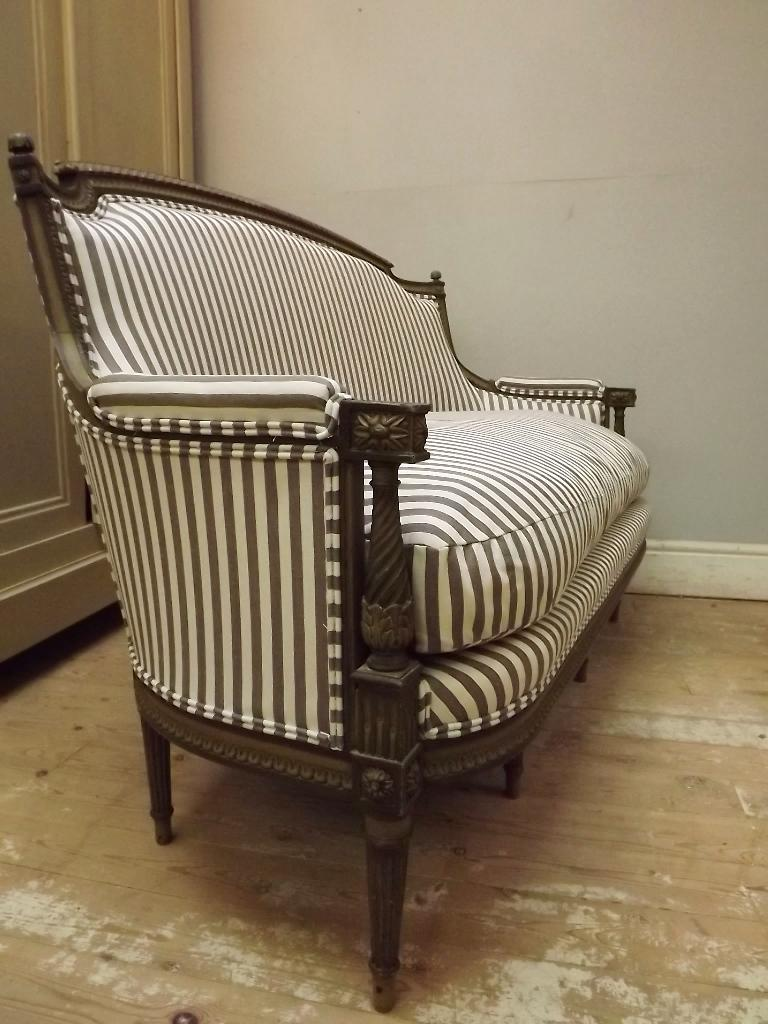
Starožitná pohovka s novým potahem z inletu (foto 2011)
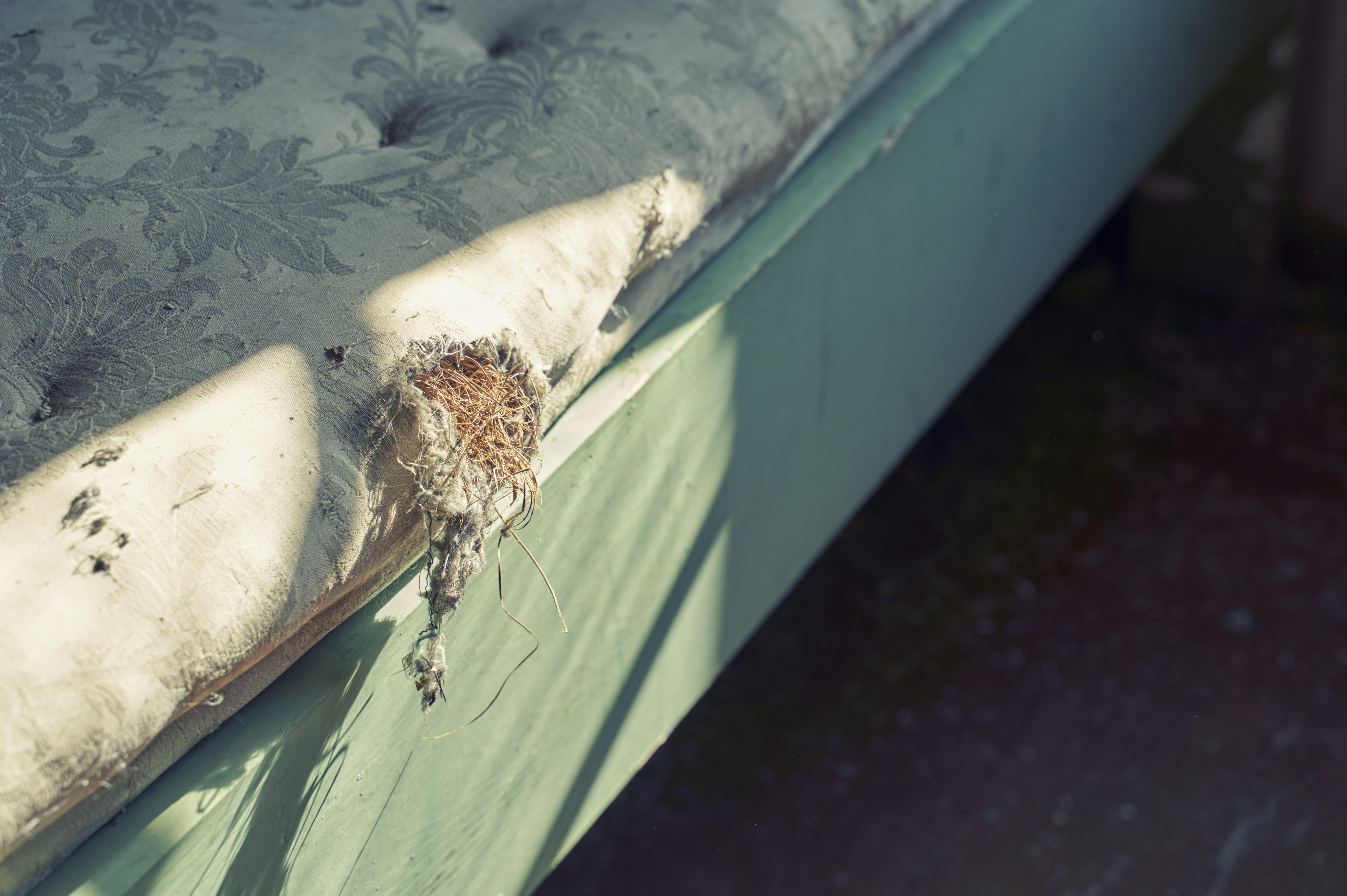
Obal slamníku z inletu  (Norsko 2019, doba použití neznámá)